# ويليام فلويد (لاعب كرة قدم أمريكية)
ويليام فلويد (بالإنجليزية: William Floyd)‏ هو لاعب كرة قدم أمريكية أمريكي، ولد في 17 فبراير 1972 في جاكسونفيل في الولايات المتحدة.

## وصلات خارجية
- ويليام فلويد على موقع مرجع كرة القدم المحترفة.كوم (الإنجليزية)